# Giacomo Berlato
Giacomo Berlato (Schio, 5 de febrero de 1992) es un ciclista italiano.

## Palmarés
2014 (como amateur)
- Trofeo Ciudad de San Vendemiano
- Ruota d'Oro

## Resultados en Grandes Vueltas
| Carrera | Carrera         | 2015  | 2016 | 2017 |
| ------- | --------------- | ----- | ---- | ---- |
|         | Giro de Italia  | 101.º | Ab.  | —    |
|         | Tour de Francia | —     | —    | —    |
|         | Vuelta a España | —     | —    | —    |

—: no participa

Ab.: abandono